# 露土戦争 (1787年-1791年)
露土戦争（ろとせんそう、ロシア語: Русско-турецкая война、トルコ語: Osmanlı-Rus Savaşı、英語: Russo-Turkish War）は、1787年8月（ユリウス暦・グレゴリオ暦とも）から露暦（ユリウス暦）1791年12月（西暦（グレゴリオ暦）1792年1月））までつづいたロシア帝国とオスマン帝国のあいだの戦争。一般的には「第二次露土戦争」と称されることが多いが、ロシア・オスマン間では何度も戦争が起こっており、17世紀以前のものも含めて「第六次」が冠されることもある（中国語版「第六次俄土战争」参照）。
この戦争はロシア優位のうちに進み、露暦1791年12月29日（グレゴリオ暦1792年1月9日）にモルダヴィアのヤッシーで講和が調印された（ヤッシーの講和）。なお、この戦争と並行してオスマン帝国とオーストリア（神聖ローマ帝国、ハプスブルク君主国）とのあいだでも墺土戦争が起こっている。
（本項で使用する年月日は、特に断りのない場合はユリウス暦のものである。）

## 経過

### ロシアの黒海進出

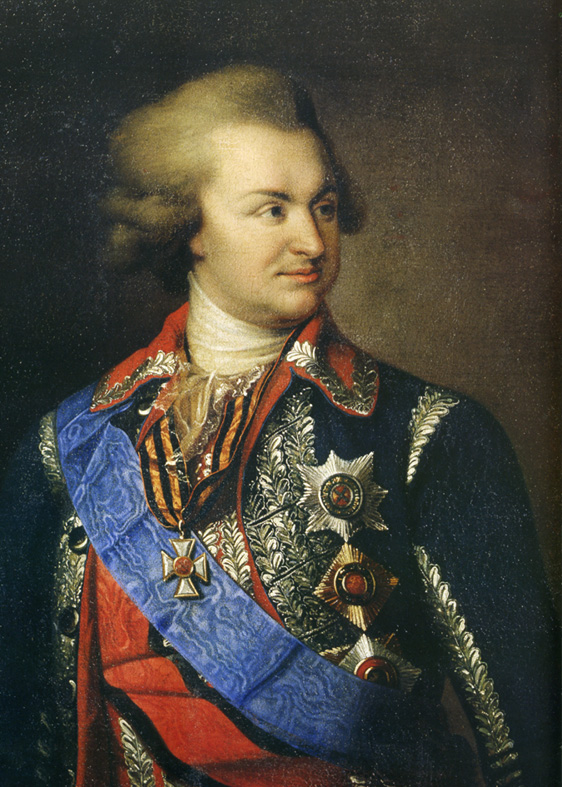
エカチェリーナ女帝の愛人であったグリゴリー・ポチョムキン

ロシア帝国は、1768年から1774年までつづいた対トルコ戦争でオスマン帝国軍を相手に戦いを有利に進め、1774年7月、オスマンとの間にキュチュク・カイナルジ条約を結んで黒海沿岸地方への進出を果たした。この条約により、クリミア・ハン国に対するオスマン帝国の宗主権は否定され、一方のロシアは黒海での艦隊建造権と商船のボスポラス海峡・ダーダネルス海峡の自由航行権を獲得した。これは、不凍港をめざして黒海、さらには地中海へと勢力を伸ばそうとするロシアの南下政策にともなう問題、いわゆる「東方問題」を生じさせた。
ロシア帝国は、こののちウクライナに近接する黒海北岸地方の開拓を急速に進めていったが、その中心となった人物は女帝エカチェリーナ2世の寵臣で、女帝とは愛人関係にあったグリゴリー・ポチョムキンであった。エカチェリーナ2世は、1775年にポチョムキンを「新ロシア（ノヴォロシア）」と名づけた黒海沿岸の県（グベールニヤ）の県知事に任命した。また、同年4月、ロシアはトルコ側が条約に違背したとして、これを口実にクリミア半島の領有を進めた。翌1776年、ポチョムキンは黒海艦隊を編成し、クリミア半島の先端に、防衛拠点として、また将来的な対外進出の基地としてセヴァストポリの軍港建設に着手した。
肥沃ではあるが人口の希薄な「新ロシア」には国内諸県からの逃亡農民の入植が進み、犯罪者の入植もおこなれていた。逃亡農民の入植には特に逃亡元の領主からの抗議や反対があったが、入植はそれを押し切るかたちでおこなわれた。この地域は、のちに大穀倉地帯として発展することとなる。
クリミア半島は、オスマン帝国の側からすれば対ロシア攻撃の橋頭堡として重大な役割をになってきた要衝であったが、セヴァストポリ要塞建設後は逆に、ロシアの南下政策にとって不可欠の戦略拠点となった。

### 「ギリシア計画」と「ポチョムキン村」
一方でエカチェリーナ2世は、1782年、「ギリシア計画」にもとづいてオーストリアのヨーゼフ2世（神聖ローマ皇帝）とのあいだにバルカン半島分割の秘密協定を結び、1783年、「クリミア・ハン国独立」の名においてクリミア併合宣言に踏み切った。併合されたクリミアにはタヴリダ県が置かれた。
「ギリシア計画」とは、バルカン半島にコンスタンティノープルを首府とするギリシア帝国を建設し、その皇帝にエカチェリーナの孫コンスタンチン・パヴロヴィチをあてるとする計画であり、いわば東ローマ帝国の復活である。具体的な政策としては必ずしも充分に練り上げられたものではなかったが、これを発案し、女帝に提言したのはポチョムキンともいわれている。ヨーゼフ2世は、「ギリシア計画」に対し直接反対はせずに、ただハプスブルク家の要求のみを伝えた。
1787年初め、エカチェリーナ2世のクリミア巡幸が実施された。豪華で壮大な巡幸の一行をむかえた町や村には真新しい建物が建ち並んでおり、セヴァストポリでは黒海艦隊が女帝一行をむかえる祝砲を打ち上げた。この巡幸を演出した中心人物はやはりポチョムキンであった。新しい建物などは必ずしもすべてが偽物というわけではなかったが、その誇大な演出における虚偽を人びとは「ポチョムキン村」と名づけ、皮肉をもって語った。

### 戦争の推移

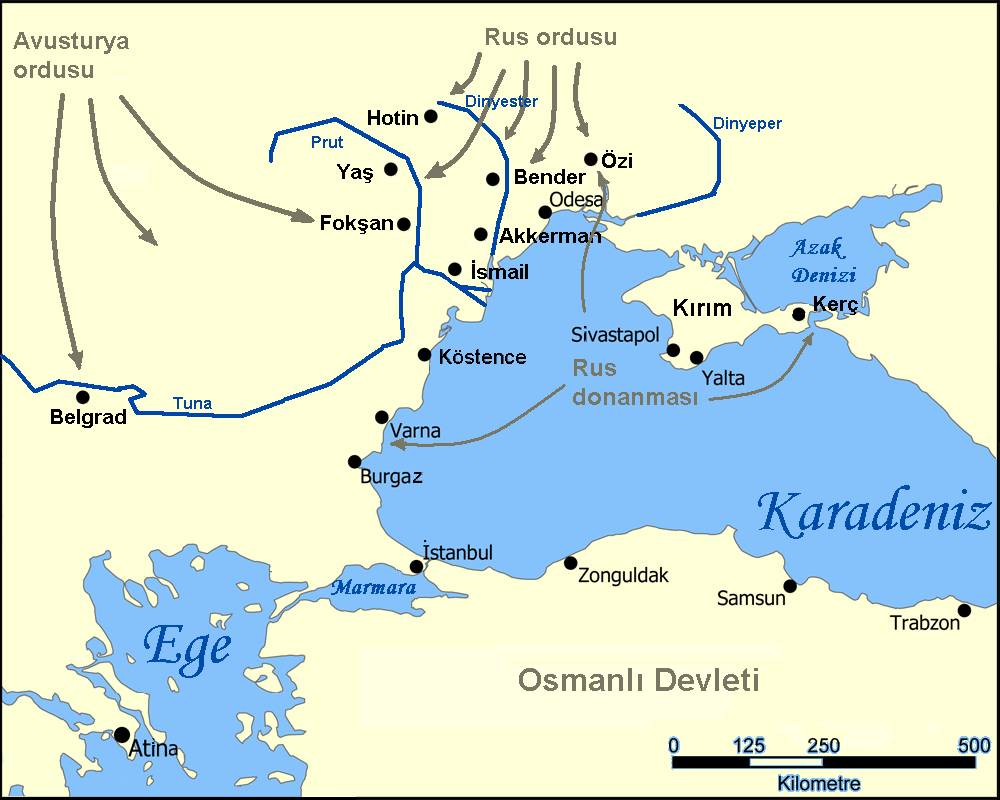
トルコからみた露土戦争と墺土戦争

アブデュルハミト1世をスルタンとして仰ぐオスマン帝国の内部では、長年属国としてきたクリミアがロシアに支配されることを屈辱とする世論が強まっていた。イギリスとフランスの駐オスマン大使は、ロシア側の講和条件侵犯を憤るイスタンブールの主戦派に全面的な支持をあたえた。1787年4月、オスマン帝国はついにロシアに対して宣戦布告し、両国は再び戦火を交えることとなった。ロシアの駐オスマン大使ヤコブ・ブルガーコフは監獄に入れられた。しかし、オスマン帝国側の戦争準備は必ずしも充分ではなく、オーストリアもロシアとの協定に呼応してオスマン領に侵入した（墺土戦争）。この戦争でオーストリア皇帝のヨーゼフ2世はセルビア人たちにオーストリア軍に加わるよう檄を飛ばし、数多くのセルビア人がオスマンに対し武装蜂起している。

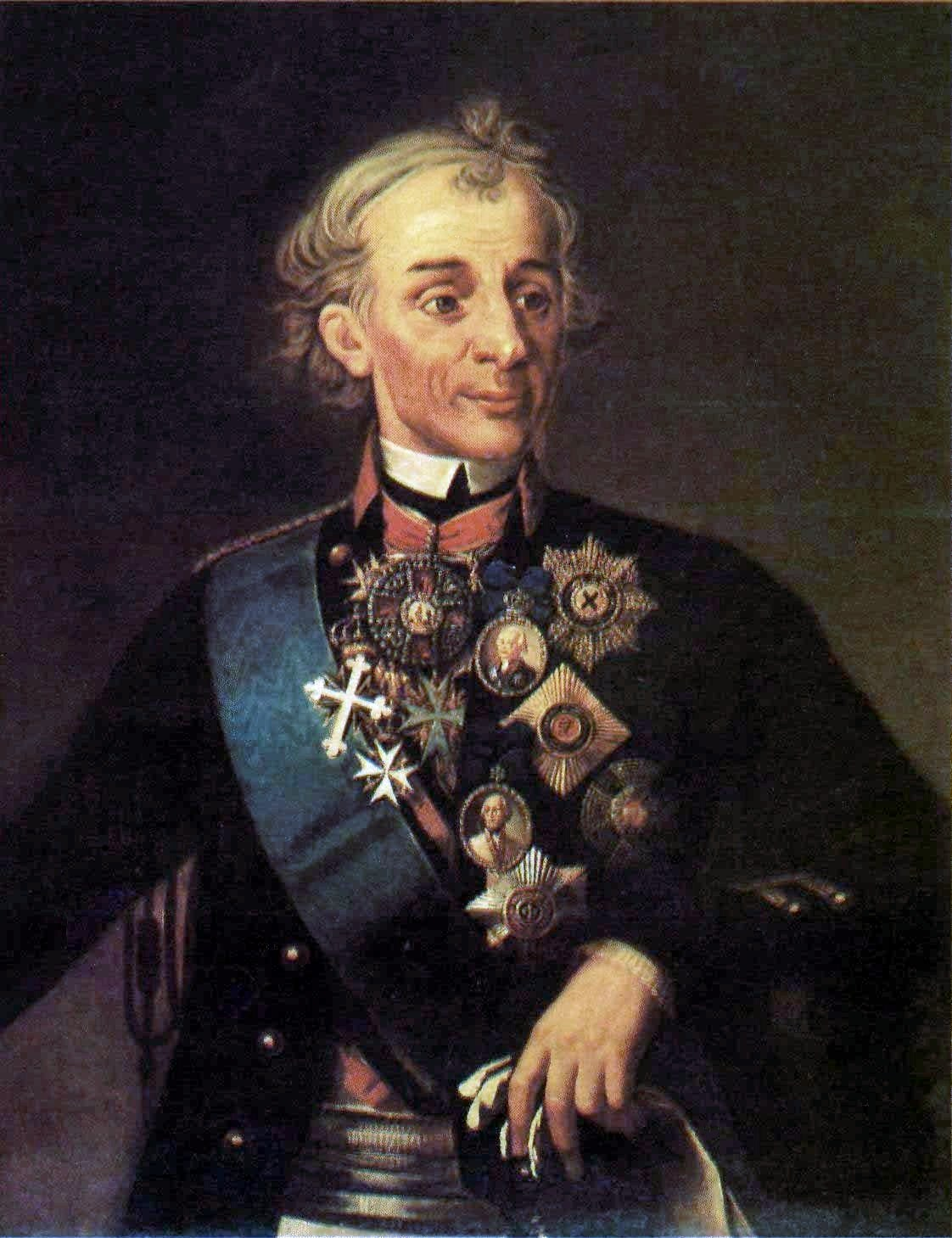
フランス革命後の対仏戦争でも大活躍したロシアの名将アレクサンドル・スヴォーロフ

この戦争では、名将アレクサンドル・スヴォーロフの指揮下、陸戦、海戦いずれにおいても終始ロシア側が優位に立った。戦争勃発時、スヴォーロフは30,000人の兵を率いてドニエプル川河口にあったが、10月、オスマン軍がロシアのキンブルン要塞を攻撃したため、これに応戦、撃退した。
オスマン帝国は、対オーストリア戦ではバルカン半島のメハディア（現ルーマニア）からオーストリア勢力を駆逐し、バナト地方を突破する勢いであったが、対ロシア戦では、モルダヴィアでヤッシー（現ルーマニア）とホーチン（現ウクライナ）がピョートル・ルミャンツェフによって占領された。スヴォーロフは、1788年夏から冬季までの長い間ウージー（ロシア語名: オチャーコフ、現ウクライナのオチャーキウ）の攻囲戦を指揮し（オチャーコフ海戦、オチャーコフ攻囲戦）、1788年12月6日、ついに陥落させてオチャーコフはポチョムキンの手に帰した。これは、アブデュルハミト1世がその死期を早めるほど、オスマン帝国にとっては衝撃的なできごとであった。
1789年8月、スヴォーロフがフォクシャニ（現ルーマニア）でオスマン軍に勝利、さらに9月にはロシア・オーストリア連合軍がルムニク・サラト（現ルーマニア）でオスマン軍を撃破した。ルムニク・サラトではヨーゼフ2世も戦地にあったが、指揮はスヴォーロフが執っている。1790年、スヴォーロフはオスマン帝国の重要拠点であるイズマイル要塞を攻撃した。この攻防戦において、スヴォーロフの部下ミハイル・クトゥーゾフは、要塞の稜堡へ5度にわたる果敢な攻撃をしかけ、この年の12月、イズマイル要塞は陥落した。
オスマン帝国の将軍たちはおおむね無能で、士気も統制がとれていなかった。ベンデルとアッケルマンの救援には失敗し、ベオグラードはオーストリアの将軍エルンスト・ラウドンによって奪われた。黒海艦隊を率いたフョードル・ウシャコフは1790年から1791年にかけてフィドニシの戦い、テンドラ島沖海戦、ケルチ海峡海戦、カリアクラ岬海戦でオスマン海軍に連勝した。叔父アブデュルハミト1世の亡きあと、スルタン位を継承したセリム3世は、講和前に華々しい戦果をあげることを期待したが、かなわなかった。
露暦1791年（ヒジュラ紀元1206年）、フランス・イギリス両国の仲介もあって、モルダヴィアのヤッシー（現ルーマニア）において講和会議が開かれた。

### ヤッシーの講和

ヤッシー講和条約でオスマン（地図中の緑部分）からロシア（地図中の赤部分）へ割譲された地域（ストライプ部分）

講和条約は、露暦1791年12月29日（イスラム暦1206年5月14日）、当時はオスマン帝国の保護下にあったモルダヴィアのバフルイ川沿岸のヤッシーで結ばれた。ロシア側の代表は当初ポチョムキンのはずであったが、1791年4月にポチョムキンが急死したためアレクサンドル・ベズボロドコ公爵が全権を務めた。こうして、オスマン帝国のザドラザム（大宰相）であったユスフ・パシャとロシア代表ベズボロドコの間で講和が調印された。
この条約では、1783年に宣言されたクリミア・ハン国のロシアへの併合が承認され、エディサン地方のロシアへの割譲が決まった。これにより、ヨーロッパにおけるロシア・オスマン両国の境界は従来の南ブーフ川から西方のドニエストル川に移った。ロシアは、かつて広大なロシア平原の大部分を支配したバトゥの末裔クリミア・ハン国を併合したことにより、モスクワ大公国の時代から何世紀にもわたってつづいたクリミアのタタールとの戦いを終結させ、黒海北部沿岸全体の領有を果たした。エカチェリーナ2世はピョートル1世の失った地域の奪回に成功したのである。
一方、オスマン帝国は黒海の制海権を完全に失い、ロシアは黒海での自由航行が可能となった。黒海沿岸には、1794年に建設された貿易都市オデッサをはじめとしてヘルソンやニコラーイェフ（ムィコラーイウ）などの港湾都市がつぎつぎに建設された。なお、1790年代における黒海貿易はロシアの対外貿易全体の約2パーセントをしめるにすぎなかったが、その後、急速な成長を示し、19世紀中葉には、オデッサはヨーロッパ地域最大の穀物輸出港として繁栄した。取り引きされた農産物の多くは「新ロシア」において生産されたものであった。

## 歴史的意義
18世紀前半までのロシア・トルコ両国は、力関係においてほぼ互角の状態にあったが、エカチェリーナ2世時代の1768年から1774年までの戦争（いわゆる「第一次露土戦争」）と1787年から1791年までのこの戦争（いわゆる「第二次露土戦争」）によって、ロシアのオスマン帝国に対する優位が確定した。オスマン帝国はヤッシーの講和において大幅な譲歩を余儀なくされて黒海の制海権を失い、ロシアはバルカン半島進出に乗り出すこととなった。19世紀に入るとロシアは、バルカン半島に居住するオスマン帝国支配下の諸民族の独立要求を利用し、東方正教会の信者を保護することを名目にトルコへの内政干渉を強めることになるが、この戦争は、そうした動きを決定づける転換点となった。ただし、ロシアもまた領域の拡大にともない帝国内には多数の異民族をかかえることとなり、新しくロシア領となった諸地域でも、多くの住民がその支配に反発した。ロシアは、こののちもグルジアの保護国化（1801年）やブカレスト条約によるモルダヴィア公国領ベッサラビアの獲得（1812年）など地中海東部地域へと進出していくが、これはやがてロシアの南下を妨害しようというイギリス・フランスの介入をまねくこととなる。ロシア・オーストリア関係は、バルカン半島をめぐって利害が対立するようになり、両国の協調体制はこの戦争ののちくずれた。